# David Zeisberger
David Zeisberger (11 de Abril, 1721 – 17 de Novembro, 1808) era um clérigo Moravio e missionário entre os Nativos Americanos nas Treze Colônias. Ele estabeleceu comunidades de Munsee (Lenape) no Valle de Muskingum River em Ohio; e por um tempo, perto de Amherstburg, Ontário.
Zeisberger nasceu em Zauchtenthal, Moravia (nos dias de hoje Suchdol nad Odrou na República Tcheca) e se mudou junto com sua família para a recém-criada Comunidade Cristã Moravian de Hemhut, no estado de Count Nicolaus Ludwig von Zinzendorf no Eleitorado Alemão Saxônico  em 1727. Contudo, quando sua família migrou para a recente estabelecida Colônia Inglesa na Georgia, Zeisberger permaneceu na Europa para completar seus estudos.  Em 1738, ele foi para Georgia nos Estados Unidos, com assistência do governador James Edward Oglethorpe. Logo depois ele se juntou a sua família na Comunidade da Moravian em Savannah. Naquele tempo, a irmandade havia começado um acordo, com o propósito de pregar o Evangelho para  a nação Creek. De lá ele se mudou para a Pennsylvania, e ajudou na formatura dos settlements de Nazareth e Bethlehem.
Em 1739, Zeisberger foi influente no desenvolvimento da Comunidade Moravian em Bethlehem, e foi lá a sua dedicação no dia de Natal em 1741. Quatro anos depois, no convite de Hendrick Theyanoguin, ele veio morar entre os Mohawk. Ele se tornou fluente na linguagem Onondaga  e ajudou Conrad Weiser em negociar uma aliança entre os Ingleses e os Iroquois em Onondaga (perto da atual Syracuse). Zeisberger também produziu dicionários e trabalhos religiosos em Iroquoian e Algonquian.
Zeisberger começou como um missionario para Nativos Americanos seguindo sua ordenação como um ministro Moravian em 1749. Ele trabalhou entre os Lenape (Delaware) da  Pennsylvania, indo em conflito com as autoridades Britanicas  acima  de sua advocacia dos direitos dos nativos e seus esforços em curso para estabelecer uma branca e nativa Comunidade Moravia. Ele era missionário sênior da United Brethren (como os Moravians se referiam algumas vezes deles mesmos.) entre os Indios. Suas relações com as autoridades Britanicas piorou durante a Guerra Revolucionária Americana e em 1781 ele foi preso e arrastado para Fort Detroit. Quando ele estava preso, cerca de 100 dos Nativos convertidos de Ohio foram torturados pera milícia da Pensilvânia, um evento conhecido como Masacre de  Gnadenhutten
Depois que Zeisberger foi lançado, conflitos violentos com outra tribo nativa e a expansão da colonização branca forçou muitos Moravians Cristãos estabilizados para se mudarem para a atual Michigan e Ontário. Um grande grupo de Munsee mudou-se de lá em 1782, mas Zeisberger mais tarde, retornou para morar pelo resto de sua vida entre o restante dos nativos convertidos perto da Vila de Goshen (atual Goshen Township, Tuscarawas County, Ohio). Zeisberger passou um período de 62 anos, exceto alguns intervalos curtos, como um missionário entre os Indios. Ele morreu no dia 17 de novembro de 1808 em Goshen, Ohio, no rio Tuscarawas, na idade de 87 anos. Zeisberger foi enterrado em Goshen.